# Zhou Wuwang

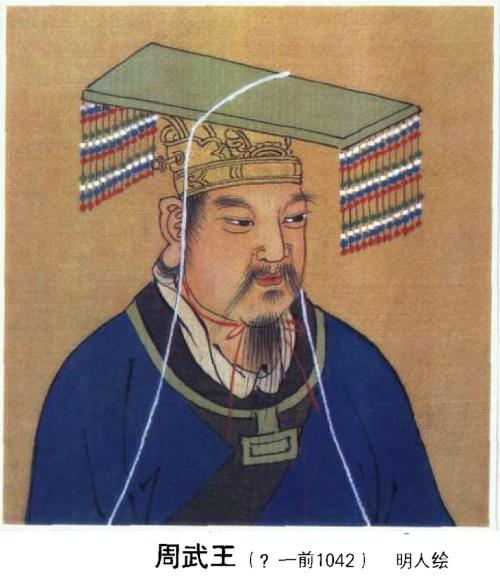
Wu van Zhou

Wu van Zhou was de eerste koning van de Chinese Zhou-dynastie (1046 tot 1043 v.Chr). Zijn persoonlijke naam was Ji Fa en hij was de zoon van Wen van Zhou, de koning van het Zhou-volk die reeds op vijandige voet met de heersende Shang-dynastie stond. Zijn postume naam Wu betekent "de Krijgshaftige Koning".
Wu volgde zijn vader in 1052 v.Chr. op. Een van zijn eerste daden was de verplaatsing van de Zhou-hoofdstad naar Hao, nabij het hedendaagse Xi'an in de provincie Shaanxi. Hao zou gedurende de gehele periode van de Westelijke Zhou-dynastie hoofdstad blijven. 
De Shang waren ernstig verzwakt door aanvallen van het Yi-volk, zodat zij makkelijk konden worden aangevallen. Wu’s troepen wisten in een keer door te stoten naar de Shang-stad Mengjin (in de huidige provincie Henan). De landadel van Shang liep over naar Wu, waardoor hij zijn leger kon uitbreiden. Twee jaar later begon hij een grootscheepse aanval tegen de Shang-koning met 300 strijdwagens, 3.000 man elitetroepen en 45.000 geharnaste soldaten. Als rechtvaardiging voerde hij aan dat de Shang-koning verzuimde offers te brengen aan de voorouders en de adel niet erkende en van zijn slaven beroofde. Toen Wu een overwinning behaalde bij Muye, het Shang-leger overliep en de Shang-hoofdstad Zhaoge werd ingenomen, pleegde de Shang-koning zelfmoord. 
Naast de Shang-dynastie viel koning Wu nog 99 vijandelijke staten aan, waarbij grote aantallen mensen als slaaf gevangen werden genomen.
Als belangrijkste ministers stelde Wu de hertogen Dan van Zhou, Zi van Zhao en Jiang aan. De zoon van de Shang-koning, Wu Geng, kreeg, weliswaar onder toezicht, Yin toegewezen. Wu overleed na een korte regeerperiode en werd opgevolgd door zijn zoon Song, die als koning Cheng de troon besteeg.